# Korabl-Sputnik 2

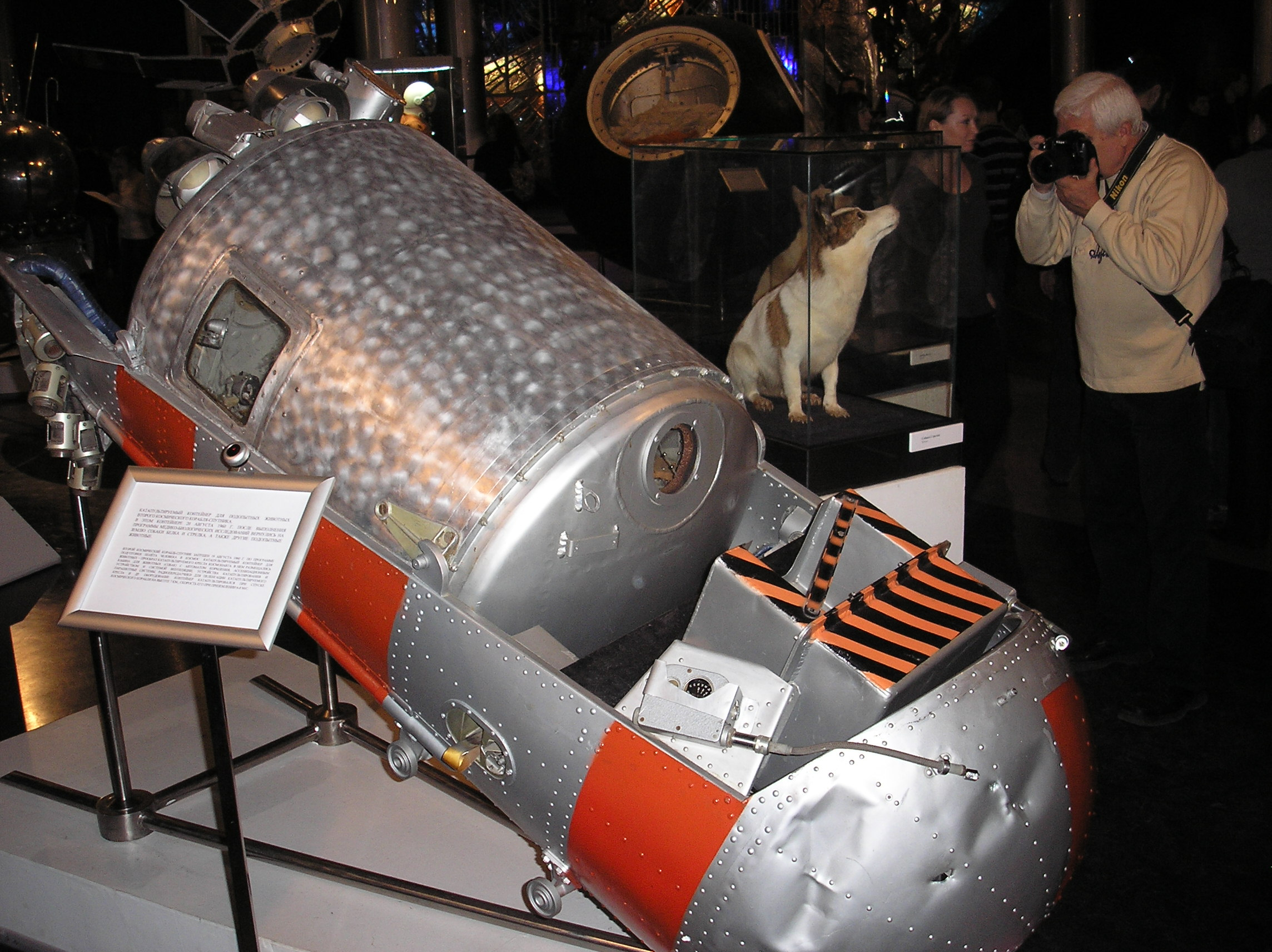
A capsula da missão Korabl-Sputnik 2

Korabl-Sputnik 2, em russo Корабль Спутник 2 que significa Nave satélite 2, também conhecida como Sputnik 5 no Ocidente, foi a terceira missão de teste do Programa Vostok da União Soviética, tendo sido a primeira a colocar animais em órbita e trazê-los de volta a salvo.
A Korabl-Sputnik 2, foi a segunda tentativa de lançar uma espaçonave Vostok, com cães a bordo. A primeira tentativa, em 29 de Julho, havia falhado, quando um problema em um dos motores auxiliares do veículo lançador, fez com que ele perdesse força e caísse, matando ambos os cães.
O lançamento, ocorreu em 19 de agosto de 1960 a partir do Cosmódromo de Baikonur, usando um foguete Vostok-L. Sua "tripulação", era composta por: dois cães, Belka e Strelka, quarenta camundongos, dois ratos e diversas plantas, além de duas câmeras de TV monitorando os cães.
Devido a saúde da Belka entre as órbitas 4-6, que tentou se soltar das amarras de segurança e até vomitando, os médicos pressionaram Korolov para que o primeiro voo tripulado só tivesse uma órbita.
A espaçonave retornou a Terra no dia seguinte e, diferente do que aconteceu com a cadela Laika da Sputnik 2, todos os animais foram recolhidos a salvo. A missão testou a possibilidade de enviar seres vivos ao espaço e retorná-los a salvo. Um ano depois, a cadela Strelka, teve filhotes, um dos quais foi ofertado pelo governo da União Soviética, à então primeira dama dos Estados Unidos Jacqueline Kennedy.

## Ligações Externas
- Russian Space Web